# Anders Magnus Gudmundson
Anders Magnus Gudmundson (i riksdagen kallad Gudmundson i Vastad), född 16 juli 1843 i Slöinge församling, Hallands län, död 18 augusti 1926 i Eftra församling, Hallands län, var en svensk lantbrukare och riksdagsman. Han var son till Anders Gudmundsson i Berte.
Gudmundson var lantbrukare i Vastad i Halland. Han var som riksdagsman ledamot av riksdagens andra kammare, invald i Årstads och Faurås häraders valkrets.